# Einar Fröberg
Einar Fröberg (25 de noviembre de 1875 - 2 de octubre de 1934) fue un actor, escritor, guionista y director teatral y cinematográfico de nacionalidad sueca.  

## Biografía
Nacido en Svärta församling, Suecia, Fröberg estudió en 1896-1897 en la escuela de interpretación del Teatro Dramaten. En 1897-1898 fue contratado para trabajar en el Teatro Sueco de Helsinki. Actuó en provincias en 1899-1900 y 1907-1908, y en 1900-1906 y 1908-1910 en el Svenska teatern de Estocolmo, siendo posteriormente director en el Gröna Lund-teatern. Fröberg fue después director en el Komediteatern (1926-1927) y en el Skådebanan en 1927.
Entre las obras más destacadas en las que actuó figuran En lyckoriddare, Mannen och hans överman, Monna Vanna y Gamla Heidelberg. Fröberg también escribió teatro, incluyendo el espectáculo representado Dramaten Disciplin. 
Fröberg debutó en el cine en 1912 en el film de Victor Sjöström Ett hemligt giftermål eller Bekännelsen på dödsbädden.
Einar Fröberg falleció en Täby, Suecia, en 1934. Había estado casado con la actriz Anna-Lisa Fröberg (1887–1979) y con Tora Efraima Wahlbom (1888–1944), hija de los actores Johan Wahlbom y Emma Rommel.

## Teatro

### Actor (selección)
- 1897 : Axel och Walborg, de Adam Oehlenschläger, escenografía de August Arppe, Teatro Sueco de Helsinki[2]
- 1900 : Agnes Jordan, de Georg Hirschfeld, escenografía de Harald Molander, Svenska teatern, Estocolmo[3]
- 1904 : Las bodas de Fígaro, de Pierre-Augustin de Beaumarchais, Svenska teatern[4]
- 1905 : Bröllopet på Ulfåsa, de Frans Hedberg, Svenska teatern[5]
- 1905 : Agnete, de Amalie Skram, Svenska teatern[6]
- 1906 : Ett hems drama, de Tor Hedberg, Svenska teatern[7]
- 1906 : Flyttfåglar, de Maurice Donnay y Lucien Descaves, Svenska teatern[8]
- 1906 : Gillets hemlighet, de August Strindberg, escenografía de Karl Hedberg, Svenska teatern[9]
- 1906 : Livets maskerad, de Ludwig Fulda, Dramaten[10][11]
- 1909 : Den röda hanen, de Palle Rosenkrantz, Svenska teatern[12][13]
- 1909 : Bjälbojarlen, de August Strindberg, escenografía de Victor Castegren, Svenska teatern[14]
- 1909 : Moral, de Ludwig Thoma, Svenska teatern[15]
- 1910 : Kärlekens krokvägar, de Tor Hedberg, Svenska teatern[16]
- 1914 : Paria, de August Strindberg, escenografía de Emil Grandinson, Komediteatern[17]
- 1914 : Karlavagnen, de Tor Hedberg, escenografía de Einar Fröberg, Komediteatern[18]
- 1914 : Undervattensbåten Svalan, de A Moureaux y J Perard, escenografía de Einar Fröberg, Komediteatern
- 1915 : Attentatet, de Leo Birinski, escenografía de Emil Grandinson, Komediteatern[19]
- 1915 : Spader knekt, de Hans Overweg, escenografía de Einar Fröberg, Komediteatern[20]
- 1915 : Pompadours triumf, de Adolf Paul, escenografía de Einar Fröberg, Komediteatern[21]
- 1915 : Moral, de Ludwig Thoma, escenografía de Einar Fröberg, Komediteatern[22]
- 1916 : Gustaf III, de August Strindberg, escenografía de Einar Fröberg, Komediteatern[23]
- 1916 : Prinsessan och hela världen, de Edgard Høyer, escenografía de Einar Fröberg, Komediteatern[24]
- 1916 : Takrännan, de Gustaf Collijn, escenografía de Gustaf Collijn, Komediteatern[25]
- 1917 : Fädernesland, de Einar Christiansen, escenografía de Einar Fröberg, Komediteatern[26]
- 1917 : Stövlett-Kathrine, de Dikken von der Lyhe Zernichow, escenografía de Einar Fröberg, Komediteatern[27]
- 1917 : Socorros inackorderingar, de Miguel Ramos Carrión y Vital Aza, escenografía de Einar Fröberg, Komediteatern[28]
- 1917 : Ungdomsvänner, de Ludwig Fulda, escenografía de Einar Fröberg, Komediteatern[29]
- 1918 : Ricardo III, de William Shakespeare, escenografía de Einar Fröberg, Komediteatern[30]
- 1918 : Köpt och betalt, de George Broadhurst, escenografía de Einar Fröberg, Komediteatern[31]
- 1919 : Ett experiment, de Hjalmar Bergman, escenografía de Einar Fröberg, Komediteatern[32]
- 1919 : Furstens återkomst, de August Brunius, escenografía de Einar Fröberg, Komediteatern[33]
- 1919 : Titeln, de Arnold Bennett, escenografía de Einar Fröberg, Komediteatern[34]
- 1919 : Ambrosius, de Christian Molbech, escenografía de Einar Fröberg, Komediteatern[35]
- 1920 : Änkleken, de W. Somerset Maugham, escenografía de Rune Carlsten, Komediteatern[36]
- 1920 : Öga för öga, de John Galsworthy, escenografía de Einar Fröberg, Komediteatern[37]
- 1920 : 2 X 2=5, de Gustav Wied, Komediteatern[38]
- 1921 : Dygdens stig, de Robert de Flers y Gaston Arman de Caillavet, escenografía de Einar Fröberg, Komediteatern[39]

### Director (selección)
- 1914 : Lilla Eva, de Olga Ott, Komediteatern
- 1914 : Karlavagnen, de Tor Hedberg, Komediteatern
- 1914 : Boubouroche, de Georges Courteline, Komediteatern[40]
- 1914 : Undervattensbåten Svalan, de A Moureaux y J Perard, Komediteatern
- 1915 : Az Ördög, de Ferenc Molnár, Komediteatern
- 1915 : Den politiske kandestøber, de Ludvig Holberg, Komediteatern
- 1915 : Spader knekt, de Hans Overweg, Komediteatern
- 1915 : Erotik, de Gustav Wied, Komediteatern
- 1915 : Pompadours triumf, de Adolf Paul, Komediteatern
- 1915 : Erziehung zur Ehe, de Otto Erich Hartleben, Komediteatern
- 1915 : Hittebarnet, de August Blanche, Komediteatern
- 1915 : Julestuen, de Ludvig Holberg, Komediteatern
- 1915 : Moral, de Ludwig Thoma, Komediteatern
- 1916 :Gustaf III, de August Strindberg, Komediteatern
- 1916 : En gåtfull kvinna, de Robert Reinert, Komediteatern[41]
- 1916 : Prinsessan och hela världen, de Edgard Høyer, Komediteatern
- 1916 : El enfermo imaginario, de Molière, Komediteatern
- 1916 : Faunen, de Gerhart Hauptmann y Hermann Bahr, Komediteatern
- 1917 : Fædreland, de Einar Christiansen, Komediteatern
- 1917 : Stövlett-Kathrine, de Dikken von der Lyhe Zernichow, Komediteatern
- 1917 : Ett resande teatersällskap y En födelsedag på gäldstugan, de August Blanche, Komediteatern y Djurgårdsteatern
- 1917 : The History of Jeffery Panton, de Alfred Sutro, Komediteatern
- 1917 : Mästertjuven, de Tristan Bernard y Alfred Athis, Djurgårdsteatern[42]
- 1917 : Die Sorina, de Georg Kaiser, Komediteatern
- 1917 : Lottchens Geburtstag, de Ludwig Thoma, Komediteatern
- 1917 : Socorros inackorderingar, de Miguel Ramos Carrión y Vital Aza, Komediteatern
- 1917 : Jugendfreunde, de Ludwig Fulda, Komediteatern
- 1918 : Sœur Béatrice, de Maurice Maeterlinck, Komediteatern
- 1918 : Ricardo III, de William Shakespeare, Komediteatern
- 1918 : Ljunghuset, de Nils Wilhelm Lund, Komediteatern
- 1918 : Under lagen, de Edvard Brandes, Komediteatern
- 1918 : Det svarta fåret, de Svend Rindom, Djurgårdsteatern
- 1918 : Bought And Paid For, de George Broadhurst, Komediteatern
- 1918 : School For Scandal, de Richard Brinsley Sheridan, Komediteatern
- 1919 : Ett experiment, de Hjalmar Bergman, Komediteatern
- 1919 : Bygmester Solness, de Henrik Ibsen, Komediteatern
- 1919 : Furstens återkomst, de August Brunius, Komediteatern
- 1919 : Titeln, de Arnold Bennett, Komediteatern
- 1920 : Ambrosius, de Christian Molbech, Komediteatern
- 1920 : Individernas förbund, de Einar Fröberg, Komediteatern
- 1920 : Aigretten, de Dario Niccodemi, Komediteatern
- 1920 : Kvinnan du gav mig, de Ernst Rolf, Komediteatern, codirector junto a Ernst Rolf
- 1920 : The Skin Game, de John Galsworthy, Komediteatern
- 1920 : Min far hade rätt, de Sacha Guitry, Komediteatern
- 1920 : Professor Storitzyn, de Leonid Andréiev, Komediteatern[43]
- 1921 : Dygdens stig, de Robert de Flers y Gaston Arman de Caillavet, Komediteatern
- 1921 : La passerelle, de Francis de Croisset, Komediteatern
- 1921 : Chitra, de Rabindranath Tagore, Komediteatern
- 1921 : Himlens hemlighet, de Pär Lagerkvist, Komediteatern
- 1921 : Gökungen, de Einar Fröberg, Djurgårdsteatern
- 1921 : Ma tante d'Honfleur, de Paul Gavault, Djurgårdsteatern
- 1924 : Dulcie, de George S. Kaufman y Marc Connelly, Komediteatern[44]
- 1924 : Le Traité d'Auteuil, de Louis Verneuil, Blancheteatern
- 1926 : Le fruit vert, de Regis Gignoux y Jacques Théry, Komediteatern
- 1926 : Chou-Chou, de Jacques Bousqeet y Alexandre Madis, Blancheteatern
- 1926 : En tillfällig äkta man, de Edward A. Paulton, Blancheteatern[45]
- 1926 : Windows, de John Galsworthy, Komediteatern
- 1926 : Den galande tuppen, de Curt Goetz, Komediteatern
- 1926 : Hans majestät får vänta, de Oscar Rydqvist, Komediteatern
- 1926 : Prinsessan Törnrosa, de Zacharias Topelius, Komediteatern
- 1927 : Der Garten Eden, de Rudolf Bernauer y Rudolf Österreicher, Komediteatern
- 1927 : Hälsingar, de Henning Ohlson, Teatro al aire libre de Skansen
- 1928 : Storskrytaren, de Margit Brink-Ekegårdh, Teatro al aire libre de Skansen
- 1929 : En herrgårdssägen, de Selma Lagerlöf, Teatro al aire libre de Skansen
- 1929 : These Charming People, de Michael Arlen , Blancheteatern
- 1930 : Norrtullsligan, de Einar Fröberg, Mindre teatern
- 1930 : En herrgårdssägen, de Selma Lagerlöf, Mindre teatern

### Adaptaciones (selección)
- 1923 : Öster om Suez, de W. Somerset Maugham, escenografía de Ernst Eklund, Komediteatern[46]
- 1923 : Andra bröllopsnatten, de Maurice Hennequin, escenografía de Knut Nyblom, Vasateatern[47]
- 1929 : These Charming People, de Michael Arlen, escenografía de Einar Fröberg, Blancheteatern
- 1932 : Ángeles caídos, de Noël Coward, escenografía de Sture Baude, Blancheteatern

## Filmografía

### Actor
- 1912 : Ett hemligt giftermål eller Bekännelsen på dödsbädden
- 1913 : Barnet
- 1924 : Grevarna på Svansta
- 1925 : Karl XII
- 1926 : Fänrik Ståls sägner-del I
- 1931 : Markurells i Wadköping

### Guionista
- 1924 : Grevarna på Svansta

### Director
- 1920 : Lunda-indianer